# Euonymus tonkinensis
Euonymus tonkinensis är en benvedsväxtart som först beskrevs av Ludwig Eduard Theodor Loesener, och fick sitt nu gällande namn av Ludwig Eduard Theodor Loesener. Euonymus tonkinensis ingår i släktet Euonymus och familjen Celastraceae. Inga underarter finns listade.